# Тауфкирхен-ан-дер-Траттнах
Тауфкирхен-на-Тратнахе (нем. Taufkirchen an der Trattnach) — коммуна (нем. Gemeinde) в Австрии, в федеральной земле Верхняя Австрия. 
Входит в состав округа Грискирхен.  Население составляет 2054 человека (на 31 декабря 2005 года). Занимает площадь 25 км². Официальный код  —  40829.

## Политическая ситуация
Бургомистр коммуны — Герхард Шаур (АНП) по результатам выборов 2003 года.
Совет представителей коммуны (нем. Gemeinderat) состоит из 25 мест.
- АНП занимает 13 мест.
- АПС занимает 7 мест.
- СДПА занимает 5 мест.